# Проповедник с пулемётом
«Проповедник с пулемётом» (англ. Machine Gun Preacher) — биографический боевик о Сэме Чайлдерсе — байкере-проповеднике и защитнике сирот Судана. Фильм по сценарию Джейсона Келлера, режиссёр Марк Форстер, в роли Чайлдерса шотландский актёр Джерард Батлер. Мировая премьера фильма состоялась 11 сентября 2011 года на Международном кинофестивале в Торонто. Премьера в кинотеатрах США состоялась 23 сентября 2011 года.
Съёмки фильма начались в июне 2010 года и проходили в штате Мичиган и в Южной Африке.

## Сюжет
История Сэма Чайлдерса, бывшего члена бандитской байкерской группировки и наркоторговца, поверившего в Бога и ставшего пятидесятническим пастором и борцом за сотни суданских детей. Сэм сталкивается с вооружёнными до зубов бойцами Господней армии сопротивления, которые уничтожают целые поселения, похищают детей и делают из них солдат. Однако Сэму удаётся сделать приют для детей. Чтобы защитить их, он берёт в руки оружие.

## В ролях
- Джерард Батлер — Сэм Чайлдерс[4]
- Мишель Монаган — Линн Чайлдерс[4]
- Майкл Шэннон — Донни
- Мадлен Кэрролл — Пейдж
- Кэти Бейкер — Дэйзи
- Сулейман Сай Савейн — Дэнг
- Рема Марвэнн — Рик Оскам
- Мэндэлин Карлсон — друг Пейдж
- Фана Мокоена — Джон Гаранг, лидер Южного Судана

## Критика
Фильм получил смешанные отзывы кинокритиков. На сайте Rotten Tomatoes фильм имеет рейтинг 28 % на основе 113 рецензий со средним баллом 4,9 из 10. На сайте Metacritic фильм имеет оценку 43 из 100 на основе 32 рецензий критиков, что соответствует статусу «смешанные или средние отзывы».